# Broder Knudsen
Broder Knudsen (6. november 1811 i Øvenum, Før – 24. februar 1886) var en dansk embedsmand.
Han var søn af kaptajn Knudt Broder Knudsen, blev cand.jur. fra universitetet i Kiel, derpå kancellist og var 1846-49 borgmester og politimester i Tønder. I 1849 blev han forflyttet til Aabenraa, hvor han på grund af Treårskrigen kun fungerede som borgmester indtil november samme år. 1850-1864 var han den sidste danske amtmand over Femern Amt, idet han blev afskediget af besættelsesstyrkerne under den 2. Slesvigske Krig 1864.